# 達米爾瑟山

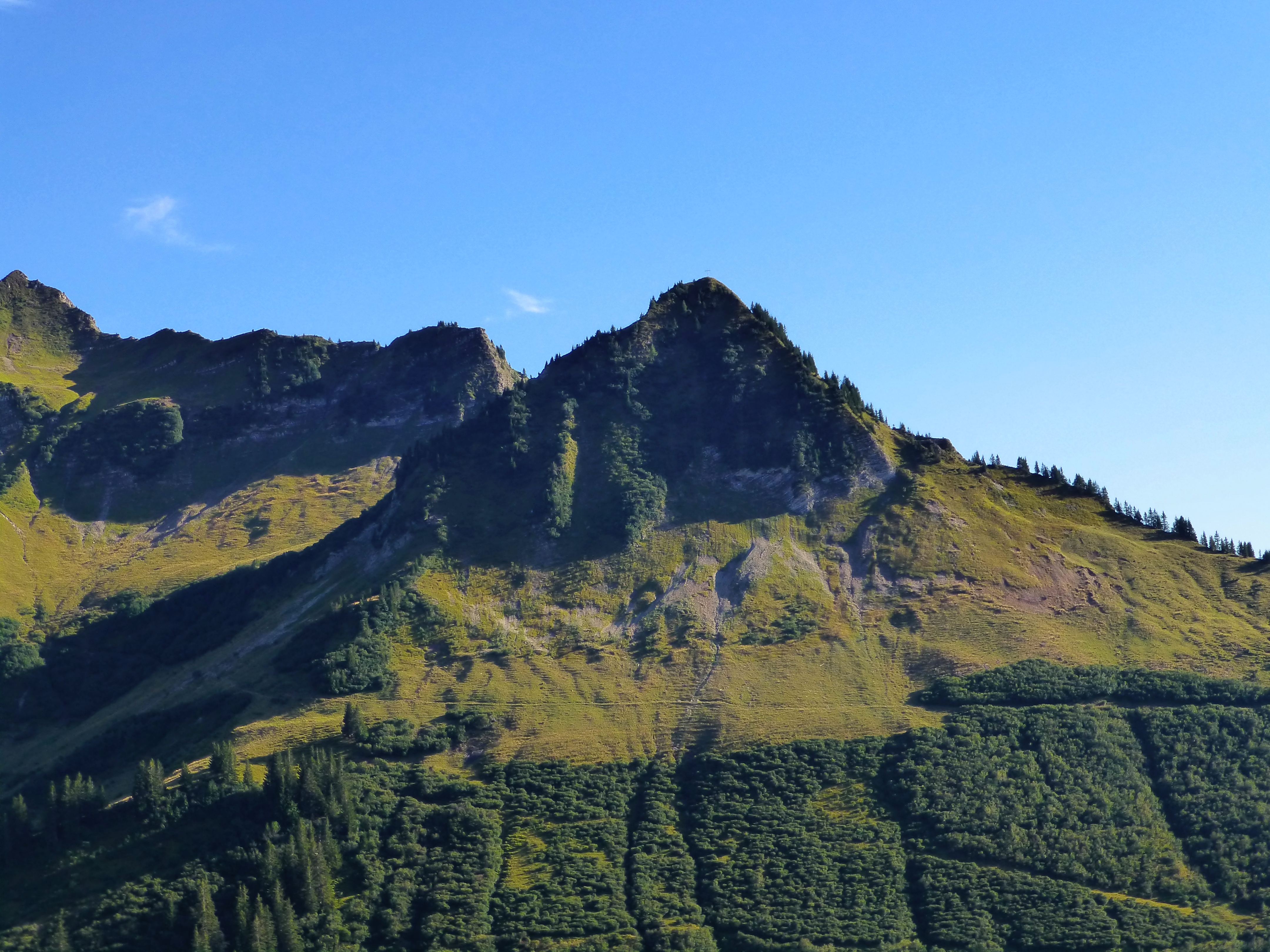

47°16′13.5″N 9°52′8.8″E / 47.270417°N 9.869111°E
達米爾瑟山（德語：Damülser Horn），是奧地利的山峰，位於該國西部，由福拉爾貝格州負責管轄，屬於格拉特山脈的一部分，距離格拉特山0.3公里，海拔高度1,929米，每年平均降雨量1,852毫米。